# Emeterio Ochoa
Pour les articles homonymes, voir Ochoa.
Emeterio Ochoa ou Don Emeterio Ochoa, est l'une des quatre paroisses civiles de la municipalité de Libertador dans l'État de Táchira au Venezuela. Sa capitale est Puerto Nuevo.